# 所羅門·諾薩普
所羅門·諾薩普（英語：Solomon Northup，约1807或1808年7月10日—约1864年），美國黑人，1808年在紐約密涅瓦出生，1864年至1875年間去世。1841年，所羅門·諾薩普在華盛頓被綁架，成為奴隸。所羅門·諾薩普著有自傳，2013年这部自传被拍摄为电影。